# 윤종남
윤종남(尹鍾南, 1948년 8월 12일 충남 천안 ~ ) 변호사는 1974년 16회 사법시험을 합격한 이후 2005년 서울남부지검장을 끝으로 퇴임할 때까지 30여 년간 검사직을 수행했다.
비 경기고, 비 서울대 라는 태생적 한계를 이겨내고 검사로서 최고의 지위에 올라 자수성가형 검사로 불린다. 2004년과 2007년 두 번에 걸쳐 16대 노무현 정부의 부름을 받고도 법무부 장관 자리를 고사하며 소신있는 검사의 이미지를 이어갔다.
현재 변호사로 활동 중이며, 출신지역인 충남 천안시에서 왕성한 지역봉사를 이어가고 있다.

## 학력
- 천안초등학교
- 계광중학교
- 천안고등학교
- 연세대학교 법과대학

## 경력
- 1974 제16회 사법시험 합격(사법연수원 6기 수료)
- 1976 - 83 서울, 부산, 대구, 춘천지검 검사
- 1988 춘천지검 속초지청장
- 1989 대전지검 부장검사
- 1990 광주지검 강력부장
- 1993 부산지검 강력부장
- 1995 대검 감찰2과장
- 1996 서울지검 형사1, 2부장
- 1997 부산지검 동부지청 차장
- 1998 서울지검 서부지청 차장
- 1999 서울지검 북부지청장
- 2000 부산고검 차장
- 2001 제주지검장
- 2002 대검 공판송무부장
- 2002 법무부 보호국장
- 2003 수원지검장
- 2004 서울남부지검장
- 2006 자유민주연합 법률특임고문
- 2008 법무법인 이우 대표변호사
- 2009 법무법인 두우 앤 이우 대표변호사
- 2012 법률사무소 청평 대표변호사
- 2013 하나대투증권 사외이사